# 금속 카보닐

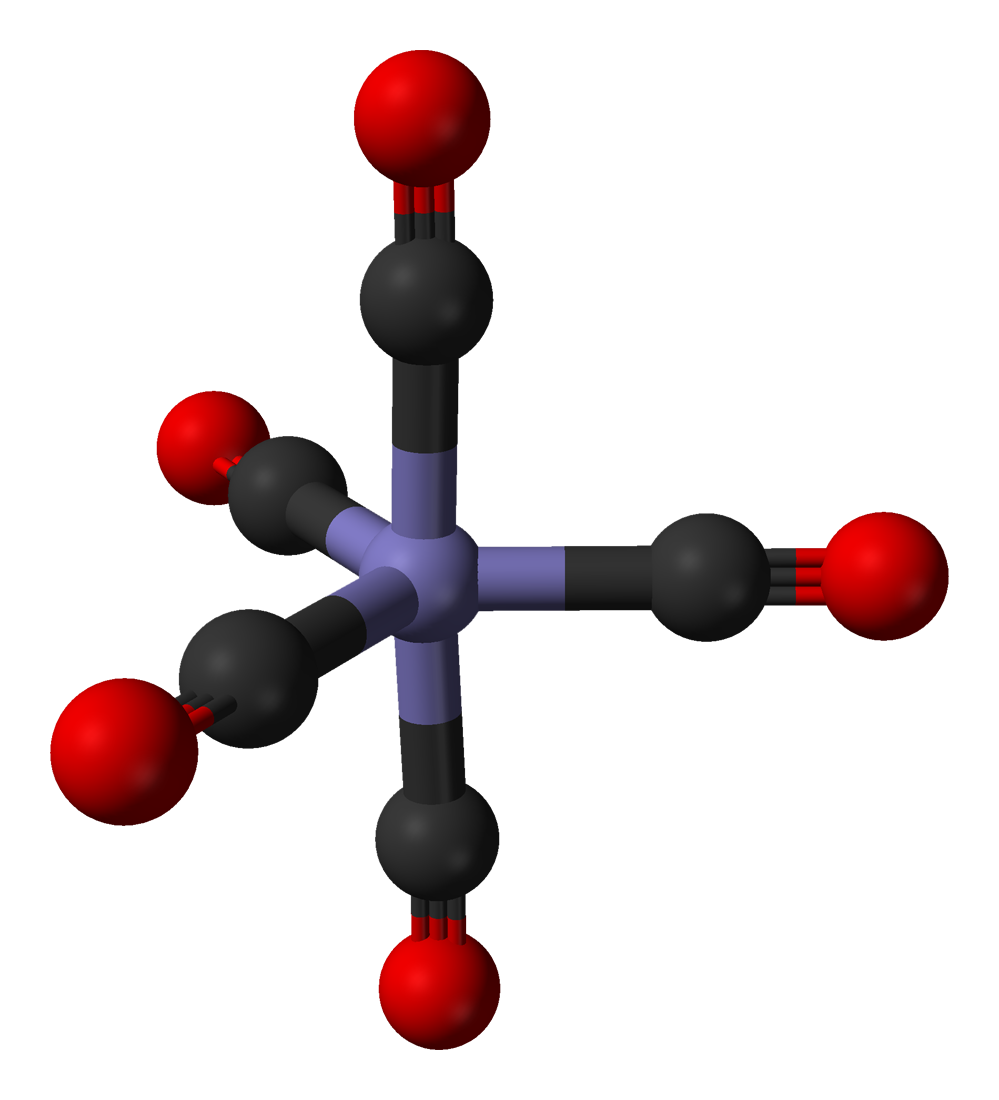
펜타카보닐 철: 5개의 CO 리간드를 가진 철 원자

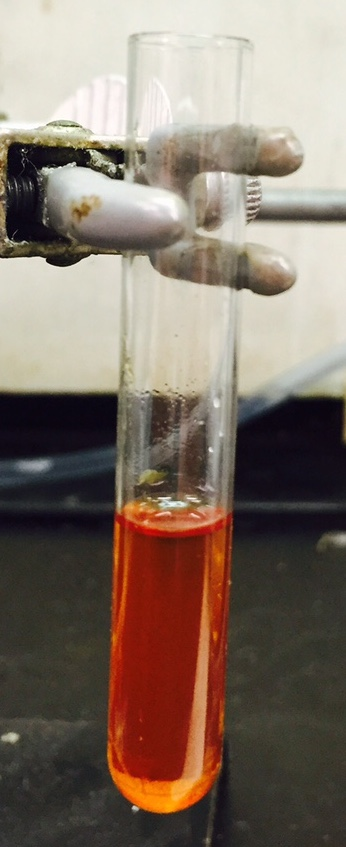
공기 중에도 안정적인 액체인 펜타카보닐 철 샘플

금속 카보닐(영어: Metal carbonyl)은 전이 금속과 일산화 탄소 리간드의 배위 화합물이다. 금속 카보닐은 유기 합성에 유용하며, 하이드로포르밀화 및 레페 화학(Reppe chemistry)과 같은 균일 촉매의 촉매 또는 촉매 전구체로 사용된다. 몬드 공정에서 니켈 테트라카보닐은 순수한 니켈을 생산하는 데 사용된다. 유기금속화학에서 금속 카보닐은 다른 유기금속 착물을 준비하는 전구체 역할을 한다.
금속 카보닐은 피부 접촉, 흡입 또는 섭취 시 유독하며, 부분적으로는 헤모글로빈을 카보닐화하여 카복시헤모글로빈을 형성하여 산소의 결합을 방해하는 능력 때문이다.

## 명명법 및 용어
금속 카보닐의 명명법은 착물의 전하, 중심 원자의 수 및 유형, 리간드의 수 및 유형, 결합 방식에 따라 달라진다. 이들은 중성 착물, 양전하를 띠는 금속 카보닐 양이온 또는 음전하를 띠는 금속 카보닐레이트로 존재한다. 일산화 탄소 리간드는 단일 금속 원자에 말단으로 결합하거나 두 개 이상의 금속 원자에 브리징 방식으로 결합할 수 있다. 이들 착물은 니켈 테트라카보닐(Ni(CO)4)과 같이 CO 리간드만 포함하는 균일 리간드 착물일 수 있지만, 더 일반적으로 금속 카보닐은 불균일 리간드 착물이며 여러 리간드의 혼합물을 포함한다.
단핵 금속 카보닐은 중심 원자로 하나의 금속 원자만 포함한다. 바나듐 헥사카보닐을 제외하고, 크로뮴, 철, 니켈 및 이들의 동족체와 같이 짝수 원자 번호를 가진 금속만이 중성 단핵 착물을 형성한다. 다핵 금속 카보닐은 홀수 원자 번호를 가진 금속으로 형성되며 금속-금속 결합을 포함한다. 서로 다른 금속을 가지지만 한 가지 유형의 리간드만 포함하는 착물을 균일 리간드 착물(isoleptic)이라고 한다.
일산화 탄소는 금속 카보닐에서 뚜렷한 결합 방식을 가진다. 이들은 합토수(hapticity, η)와 브리징 방식 면에서 다르다. η2-CO 착물에서는 탄소와 산소 모두 금속에 결합한다. 더 일반적으로 탄소만 결합하며, 이 경우 합토수는 언급되지 않는다.
카보닐 리간드는 금속 이합체 및 클러스터에서 다양한 결합 방식을 가진다. 가장 일반적인 브리징 방식(μ2 또는 μ로 표시)에서 CO 리간드는 한 쌍의 금속을 연결한다. 이 결합 방식은 일반적으로 사용되는 금속 카보닐인 Co2(CO)8, Fe2(CO)9, Fe3(CO)12, Co4(CO)12에서 관찰된다. 특정 고차 핵 클러스터에서는 CO가 세 개 또는 네 개의 금속 사이를 연결한다. 이러한 리간드는 μ3-CO 및 μ4-CO로 표시된다. C와 O 모두 금속에 결합하는 μ3η2와 같은 결합 방식은 덜 일반적이다.

## 구조 및 결합

CO의 최고 점유 분자 궤도(HOMO)는 σ MO이다.

일산화 탄소의 σ 및 π 궤도의 에너지 준위 도식

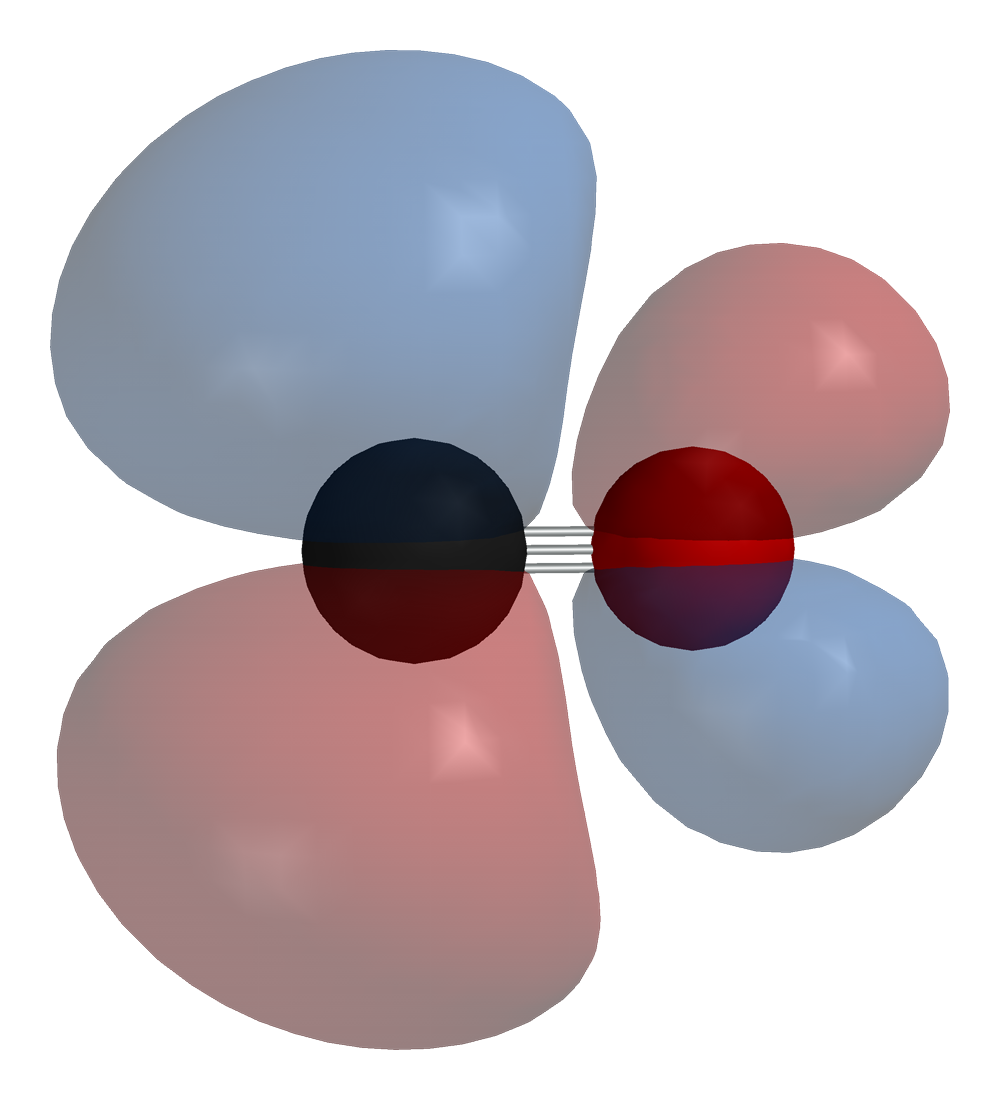
CO의 최저 비점유 분자 궤도(LUMO)는 π* 반결합 MO이다.

전이 금속 카보닐에서 π 역결합의 시너지 효과를 보여주는 다이어그램

일산화 탄소는 "시너지 파이* 역결합"을 사용하여 전이 금속에 결합한다. M–C 결합은 부분적인 삼중 결합을 형성하는 세 가지 구성 요소를 가진다. 시그마(σ) 결합은 탄소의 비결합(또는 약한 반결합) sp 혼성 전자쌍과 금속의 d-, s-, p-궤도의 혼합물이 겹쳐서 발생한다. 한 쌍의 파이(π) 결합은 금속의 채워진 d-궤도와 CO의 탄소 원자에서 돌출된 한 쌍의 π*-반결합 궤도가 겹쳐서 발생한다. 후자의 결합 유형은 금속에 d-전자가 있어야 하며, 금속이 상대적으로 낮은 산화 상태(0 또는 +1)여서 전자 밀도의 역제공이 유리해야 한다. 금속의 전자가 CO의 π-반결합 궤도를 채우면서 자유 일산화 탄소에 비해 탄소-산소 결합을 약화시키는 반면, 금속-탄소 결합은 강화된다. M-CO 연결의 다중 결합 특성 때문에 금속과 탄소 원자 사이의 거리는 상대적으로 짧으며, 종종 1.8 Å 미만으로, 금속-알킬 결합보다 약 0.2 Å 짧다. M-CO 및 MC-O 거리는 금속의 다른 리간드에 민감하다. 이러한 효과를 보여주는 예는 Mo(CO)6 및 Mo(CO)3(4-메틸피리딘)3의 Mo-C 및 C-O 거리 데이터(각각 2.06 vs 1.90 및 1.11 vs 1.18 Å)이다.
적외선 분광법은 브리징 카보닐 리간드의 존재를 확인하는 민감한 탐지기이다. 이중 브리징 CO 리간드(μ2-CO 또는 μ-CO로 표시)를 가진 화합물의 경우, νCO 결합 신축 진동수는 일반적으로 1800 cm−1 영역에 있는 말단 CO의 신호와 비교하여 100-200 cm−1 낮은 에너지로 이동한다. 면덮개(μ3) CO 리간드의 띠는 훨씬 낮은 에너지에서 나타난다. 대칭 브리징 모드 외에도 CO는 비대칭적으로 또는 금속 d 궤도에서 CO의 π* 궤도로 전자를 제공하여 브리징할 수 있다. 여러 금속 중심에서 역제공으로 인한 π-결합 증가는 C–O 결합을 더욱 약화시킨다.

### 물리적 특성
대부분의 단핵 카보닐 착물은 무색 또는 옅은 노란색의 휘발성 액체 또는 고체이며, 가연성 및 유독성이다. 독특하게 안정적인 17전자 금속 카보닐인 바나듐 헥사카보닐은 청흑색 고체이다. 이금속 및 다금속 카보닐은 더 짙은 색을 띠는 경향이 있다. 트리철 도데카카보닐(Fe3(CO)12)은 짙은 녹색 결정을 형성한다. 결정질 금속 카보닐은 종종 진공에서 승화될 수 있지만, 이 과정은 종종 분해를 동반한다. 금속 카보닐은 벤젠, 다이에틸 에터, 아세톤, 빙초산, 사염화 탄소와 같은 비극성 및 극성 유기 용매에 용해된다. 양이온 및 음이온 금속 카보닐의 일부 염은 물 또는 저급 알코올에 용해된다.

## 분석적 특성화

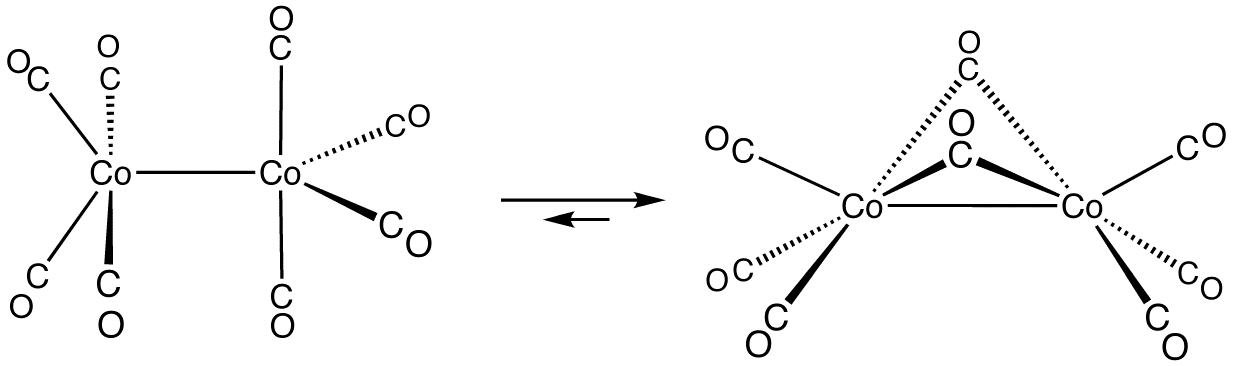
다이코발트 옥타카보닐의 이성질체

엑스선결정학 외에 금속 카보닐의 특성화에 중요한 분석 기술은 적외선 분광법과 13C NMR 분광법이다. 이 두 기술은 매우 다른 시간 척도에서 구조 정보를 제공한다. CO 신축 진동과 같은 적외선 활성 진동 모드는 분자 내 과정에 비해 종종 빠르지만, NMR 전이는 더 낮은 주파수에서 발생하며 따라서 분자 내 리간드 교환 과정의 속도와 비교 가능한 시간 척도에서 구조를 샘플링한다. NMR 데이터는 "시간 평균 구조"에 대한 정보를 제공하는 반면, IR은 즉각적인 "스냅샷"이다. 서로 다른 시간 척도를 보여주는 예시로, 다이코발트 옥타카보닐(Co2(CO)8)의 적외선 분광법 연구는 단일 화합물에서 예상되는 것보다 훨씬 많은 13개의 νCO 띠를 제공한다. 이러한 복잡성은 브리징 CO 리간드가 있는 이성질체와 없는 이성질체의 존재를 반영한다. 동일한 물질의 13C NMR 스펙트럼은 204 ppm의 화학적 이동에서 단일 신호만을 나타낸다. 이러한 단순성은 이성질체들이 (NMR 시간 척도에서) 빠르게 상호 변환됨을 나타낸다.

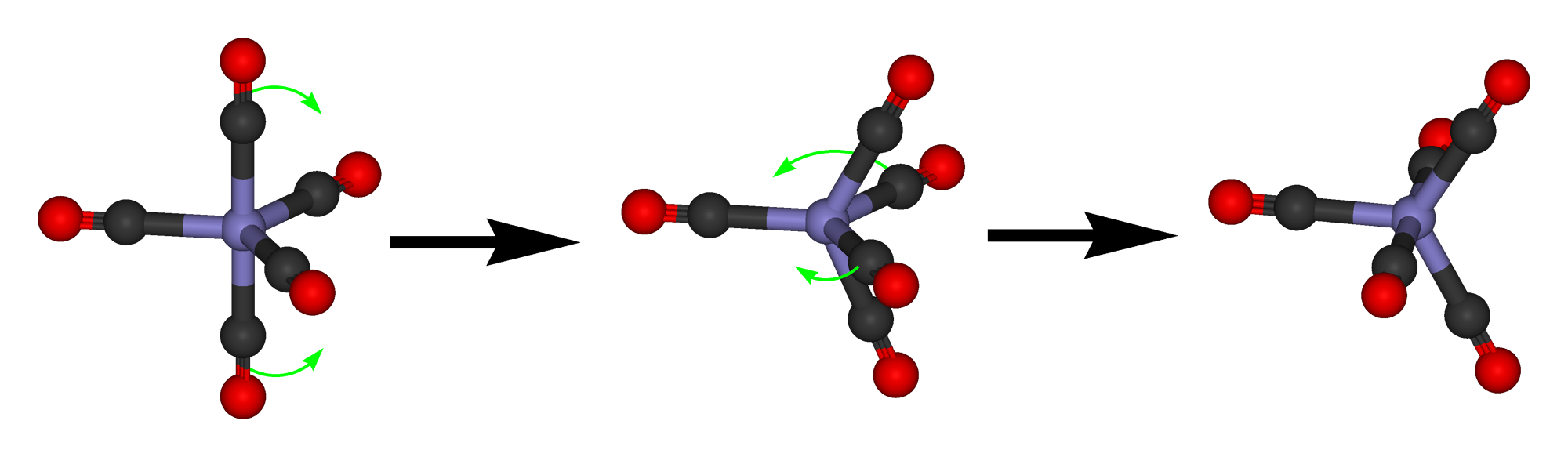
펜타카보닐 철의 베리 유사회전 메커니즘

펜타카보닐 철은 베리 유사회전에 의한 축상 및 적도 CO 리간드의 빠른 교환으로 인해 단일 13C NMR 신호만을 나타낸다.

### 적외선 스펙트럼

여러 원형 금속 카보닐 착물의 적외선 활성 진동 모드 수.

금속 카보닐을 특성화하는 중요한 기술은 적외선 분광법이다. C–O 진동(일반적으로 νCO로 표시)은 일산화 탄소 기체의 경우 2143 cm−1에서 발생한다. 금속 카보닐의 νCO 밴드 에너지는 탄소-산소 결합의 강도와 양의 상관관계를 가지며, 금속과 탄소 사이의 π-역결합 강도와 역의 상관관계를 가진다. 금속 중심의 π-염기성은 많은 요인에 따라 달라진다. 이 섹션 하단의 등전자열(타이타늄부터 철)에서, 헥사카보닐은 금속의 전하가 증가할수록(더 양전하가 될수록) π-역결합이 감소하는 것을 보여준다. π-염기성 리간드는 금속의 π-전자 밀도를 증가시키고, 향상된 역결합은 νCO를 감소시킨다. 톨만 전자 매개변수는 Ni(CO)3 단편을 사용하여 리간드를 π-공여 능력에 따라 정렬한다.
금속 카보닐 착물의 진동 모드 수는 군론을 통해 결정할 수 있다. 전이 쌍극자 모멘트 연산자로 변환되는 진동 모드만이 0이 아닌 직접곱을 가지며 관찰된다. 따라서 관찰 가능한 IR 전이의 수(에너지는 아님)를 예측할 수 있다. 예를 들어, Cr(CO)6과 같은 팔면체 착물의 CO 리간드는 a1g, eg, t1u로 변환되지만, t1u 모드(정점 카보닐 리간드의 비대칭 신축)만이 IR 허용된다. 따라서 팔면체 금속 헥사카보닐의 IR 스펙트럼에서는 단일 νCO 밴드만 관찰된다. 낮은 대칭성을 가진 착물의 스펙트럼은 더 복잡하다. 예를 들어, Fe2(CO)9의 IR 스펙트럼은 2082, 2019, 1829 cm−1에서 CO 밴드를 나타낸다. 일부 금속 카보닐의 IR 관찰 가능한 진동 모드 수는 표에 나와 있다. 자세한 표는 참고 문헌에 있다. 이 규칙은 용액 또는 기상 금속 카보닐에 적용된다. 저극성 용매는 고해상도에 이상적이다. 금속 카보닐 고체 샘플 측정의 경우, 밴드 수가 증가할 수 있는데, 이는 부분적으로는 부위 대칭성 때문이다.
| 화합물     | νCO (cm−1) | 13C NMR 이동 (ppm) | 평균 M-CO 거리 (pm) | 평균 C-O 거리 (pm) |
| ---------- | ---------- | ------------------ | ------------------- | ------------------ |
| CO         | 2143       | 181                |                     |                    |
| Ti(CO)2− 6 | 1748       | 245                | 204                 | 116                |
| V(CO)− 6   | 1859       | (상자기성)         | 200, 193 (PPN+ 염)  | 113                |
| Cr(CO)6    | 2000       | 212                | 191                 | 114                |
| Mn(CO)+ 6  | 2100       |                    |                     |                    |
| Fe(CO)2+ 6 | 2204       |                    | 191                 | 112 (BF4− 염)      |
| Fe(CO)5    | 2022, 2000 | 209                | 180                 | 112                |
| Ru(CO)5    | 2038, 2002 |                    |                     |                    |
| Ni(CO)4    |            |                    | 181                 | 113                |

| 카보닐    | νCO, μ1 (cm−1)   | νCO, μ2 (cm−1) | νCO, μ3 (cm−1) |
| --------- | ---------------- | -------------- | -------------- |
| Rh2(CO)8  | 2060, 2084       | 1846, 1862     |                |
| Rh4(CO)12 | 2044, 2070, 2074 | 1886           |                |
| Rh6(CO)16 | 2045, 2075       |                | 1819           |

### 핵자기 공명 분광법
금속 카보닐은 종종 13C NMR 분광법으로 특성화된다. 이 기술의 감도를 향상시키기 위해 착물은 종종 13CO로 풍화된다. 말단 결합 리간드의 일반적인 화학적 이동 범위는 150에서 220 ppm이다. 브리징 리간드는 230에서 280 ppm 사이에서 공명한다. 13C 신호는 중심 금속의 원자 번호가 증가함에 따라 고자장으로 이동한다.
NMR 분광법은 플럭셔널리티의 실험적 결정에 사용될 수 있다.
리간드 교환 과정의 활성화 에너지는 선 넓어짐의 온도 의존성을 통해 결정할 수 있다.

### 질량 분석법
질량 분석법은 착물의 구조와 조성에 대한 정보를 제공한다. 금속 폴리카보닐의 스펙트럼은 주로 카보닐 리간드의 손실(m/z = 28)이 지배적인 분열 과정이므로 종종 쉽게 해석할 수 있다.
M(CO)+
n → M(CO)+
n−1 + CO
전자 이온화는 중성 금속 카보닐을 특성화하는 가장 일반적인 기술이다. 중성 금속 카보닐은 유도체화를 통해 전하를 띠는 종으로 변환될 수 있으며, 이는 전기분무 이온화(ESI)의 사용을 가능하게 한다. ESI 장비는 종종 널리 사용 가능하다. 예를 들어, 금속 카보닐을 알콕사이드로 처리하면 메탈라포르메이트 음이온이 생성되어 ESI-MS 분석에 적합하다.
LnM(CO) + RO− → [LnM−C(=O)OR]−
일부 금속 카보닐은 아자이드와 반응하여 아이소사이아네이트 착물을 형성하고 질소를 방출한다. 원추 전압 또는 온도를 조절하여 단편화 정도를 제어할 수 있다. 모체 착물의 몰 질량을 결정할 수 있으며, ESI-MS 조건에서 카보닐 리간드 손실을 포함하는 구조적 재배열에 대한 정보도 얻을 수 있다.
질량 분석법과 적외선 광분해 분광법을 결합하면 기체 상태 이온 카보닐 착물에 대한 진동 정보를 얻을 수 있다.

## 자연에서의 발생

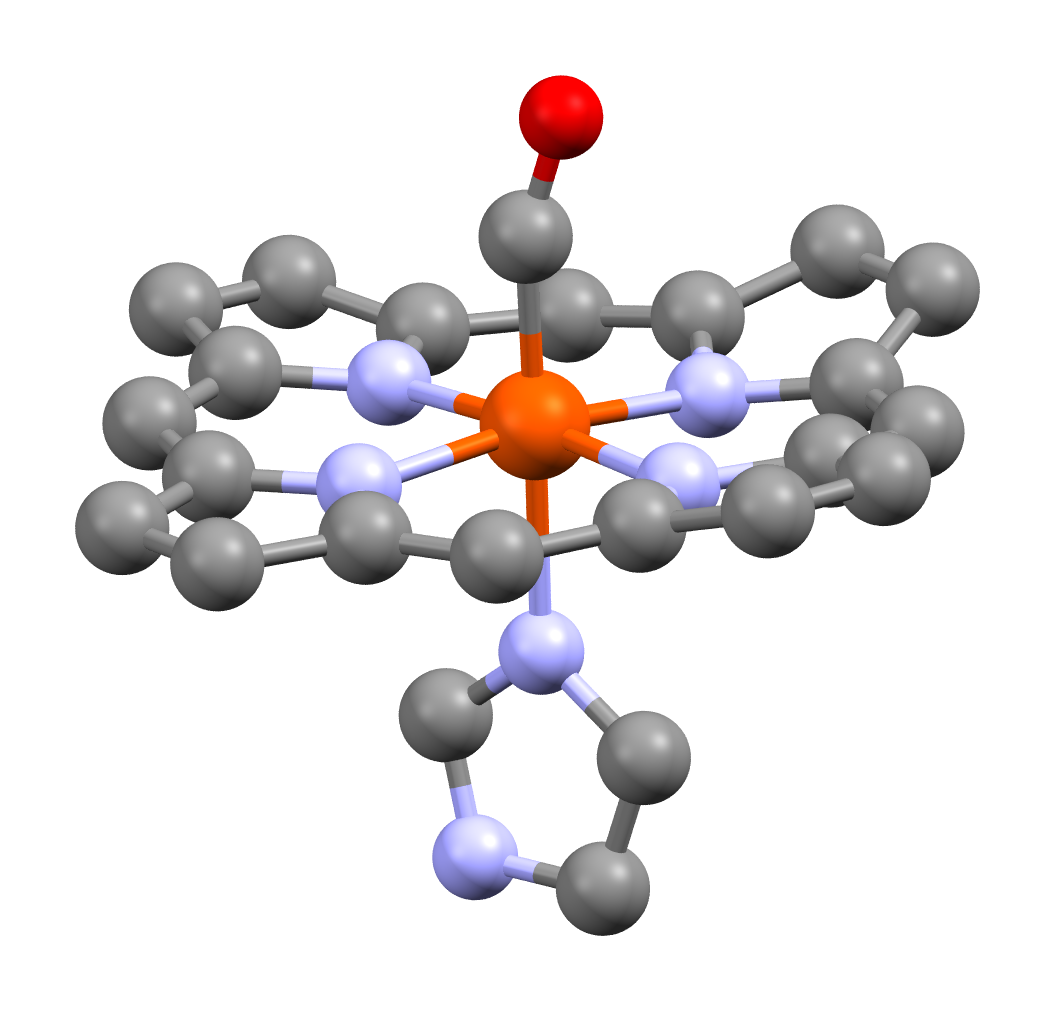
사람 카복시헤모글로빈의 헴 단위로, 히스티딘 잔기의 트랜스 위치에 카보닐 리간드가 있다.

우리 은하의 은하중심 적외선 스펙트럼 연구에서, 성간 먼지 구름에서 철 카보닐의 일산화 탄소 진동이 감지되었다. 철 카보닐 클러스터는 장제 H5 구립운석에서도 적외선 분광법으로 관찰되었다. 말단 및 브리징 일산화 탄소 리간드에 대해 4개의 적외선 신축 주파수가 발견되었다.
지구의 산소가 풍부한 대기에서는 금속 카보닐이 금속 산화물로 산화된다. 생명 이전의 환원성 열수 환경에서 이러한 착물이 형성되어 피루브산과 같은 중요한 생화학적 화합물 합성을 위한 촉매로 사용될 수 있었는지에 대한 논의가 있다. 철, 니켈, 텅스텐의 카보닐 흔적이 도시 하수 처리장의 하수 슬러지에서 나오는 기체 방출물에서 발견되었다.
수소화효소 효소에는 철에 결합된 CO가 포함되어 있다. CO는 낮은 산화 상태를 안정화시켜 수소 결합을 촉진하는 것으로 생각된다. 일산화 탄소 탈수소효소 및 아세틸-CoA 생성효소 효소 또한 CO의 생물학적 처리에 관여한다. 일산화 탄소를 포함하는 착물은 CO의 독성 및 신호 전달에 관여하는 것으로 여겨진다.

## 합성
금속 카보닐의 합성은 유기금속 연구에서 널리 연구되는 주제이다. 몬드(Mond)와 히버(Hieber)의 연구 이후, 단핵 금속 카보닐뿐만 아니라 균일 및 이종 금속 카보닐 클러스터의 제조를 위한 많은 절차가 개발되었다.

### 금속과 일산화 탄소의 직접 반응
니켈 테트라카보닐과 펜타카보닐 철은 잘게 분쇄된 금속과 일산화 탄소의 반응으로 다음 방정식에 따라 제조할 수 있다.
Ni + 4 CO → Ni(CO)4  (1 bar, 55 °C)
Fe + 5 CO → Fe(CO)5  (100 bar, 175 °C)
니켈 테트라카보닐은 80 °C 및 대기압에서 일산화 탄소와 함께 형성되며, 미세하게 분할된 철은 150~200 °C의 온도와 50~200 bar의 일산화 탄소 압력에서 반응한다. 다른 금속 카보닐은 덜 직접적인 방법으로 제조된다.

### 금속염 및 산화물 환원
일부 금속 카보닐은 높은 일산화 탄소 압력 하에서 금속 할로젠화물의 환원을 통해 제조된다. 구리, 알루미늄, 수소뿐만 아니라 트라이에틸알루미늄과 같은 금속 알킬도 다양한 환원제로 사용된다. 무수 염화 크로뮴(III)으로부터 벤젠에서 알루미늄을 환원제로, 염화 알루미늄을 촉매로 사용하여 크로뮴 헥사카보닐을 형성하는 것이 그 예시이다.
CrCl3 + Al + 6 CO → Cr(CO)6 + AlCl3
트라이에틸알루미늄 및 다이에틸아연과 같은 금속 알킬을 환원제로 사용하면 알킬 라디칼의 산화적 커플링을 통해 이량체 알케인이 형성된다.
WCl6 + 6 CO + 2 Al(C2H5)3 → W(CO)6 + 2 AlCl3 + 3 C4H10
텅스텐, 몰리브데넘, 망가니즈 및 로듐 염은 수소화 알루미늄 리튬으로 환원될 수 있다. 바나듐 헥사카보닐은 다이글라임과 같은 킬레이트 용매에서 나트륨을 환원제로 사용하여 제조된다.
VCl3 + 4 Na + 6 CO + 2 diglyme → Na(diglyme)2[V(CO)6] + 3 NaCl
[V(CO)6]− + H+ → H[V(CO)6] → ⁠1/2⁠ H2 + V(CO)6
수성 상에서는 니켈 또는 코발트 염이 예를 들어 다이티온산 나트륨에 의해 환원될 수 있다. 일산화 탄소 존재 하에서 코발트 염은 사카보닐코발트(−1) 음이온으로 정량적으로 전환된다.
Co2+ + ⁠3/2⁠ S
2O2−
4 + 6 OH− + 4 CO → Co(CO)−
4 + 3 SO2−
3 + 3 H2O
일부 금속 카보닐은 CO를 직접 환원제로 사용하여 제조된다. 이런 방식으로, 히버와 푸흐스(Fuchs)는 산화물로부터 다이레늄 데카카보닐을 처음으로 제조했다.
Re2O7 + 17 CO → Re2(CO)10 + 7 CO2
금속 산화물이 사용되면 이산화 탄소가 반응 생성물로 형성된다. 일산화 탄소로 금속 염화물을 환원할 때, 염화물 염에서 오스뮴 카보닐 염화물을 제조하는 것과 같이 포스젠이 형성된다. 일산화 탄소는 황화물 환원에도 적합하며, 이때 황화 카보닐이 부산물로 생성된다.

### 광분해 및 열분해
단핵 카보닐의 광분해 또는 열분해는 다이철 나인카보닐(Fe2(CO)9)과 같은 이금속 및 다금속 카보닐을 생성한다. 더 가열하면 생성물은 결국 금속과 일산화 탄소로 분해된다.
2 Fe(CO)5 → Fe2(CO)9 + CO
트라이오스뮴 도데카카보닐(Os3(CO)12)의 열분해는 Os4(CO)13, Os6(CO)18부터 Os8(CO)23까지의 고핵 오스뮴 카보닐 클러스터를 제공한다.
루테늄, 오스뮴, 로듐, 이리듐의 혼합 리간드 카보닐은 종종 다이메틸폼아마이드(DMF) 및 2-메톡시에탄올과 같은 용매로부터 CO를 추출하여 생성된다. 일반적인 예시는 IrCl(CO)(PPh3)2의 합성으로, 염화 이리듐(III)과 트라이페닐포스핀을 끓는 DMF 용액에서 반응시켜 생성된다.

### 복분해
KCo(CO)4와 [Ru(CO)3Cl2]2와 같은 염의 복분해 반응은 RuCo2(CO)11과 같은 혼합 금속 카보닐을 선택적으로 생성한다.
4 KCo(CO)4 + [Ru(CO)3Cl2]2 → 2 RuCo2(CO)11 + 4 KCl + 11 CO

### 양이온 및 카보닐레이트
이온성 카보닐 착물의 합성은 중성 착물의 산화 또는 환원에 의해 가능하다. 음이온성 금속 카보닐레이트는 예를 들어 이핵 착물을 나트륨으로 환원하여 얻을 수 있다. 잘 알려진 예는 유기 합성에서 사용되는 테트라카보닐철산 이나트륨 염(Na2Fe(CO)4, 콜먼 시약)이다.
망가니즈, 테크네튬 및 레늄의 양이온 헥사카보닐 염은 루이스 산과 반응하여 일산화 탄소 압력 하에 카보닐 할로젠화물로부터 제조할 수 있다.
Mn(CO)5Cl + AlCl3 + CO → [Mn(CO)+
6][AlCl−
4]
강산을 사용하면 [Au(CO)2]+와 같은 금 카보닐 양이온을 제조할 수 있는데, 이는 알켄의 카보닐화 촉매로 사용된다. 양이온 백금 카보닐 착물 [Pt(CO)4]2+는 오플루오린화 안티모니와 같은 초강산에서 작업하여 제조할 수 있다. CO는 일반적으로 저가 금속 이온의 리간드로 간주되지만, 4가 철 착물 [Cp*2Fe]2+(16-원자가 전자 착물)는 CO를 정량적으로 결합하여 반자성 Fe(IV)-카보닐 [Cp*2FeCO]2+(18-원자가 전자 착물)를 생성한다.

## 반응
금속 카보닐은 다른 유기금속 착물의 합성에 중요한 전구체이다. 일반적인 반응은 다른 리간드에 의한 일산화 탄소의 치환, 금속 중심의 산화 또는 환원 반응, 그리고 일산화 탄소 리간드에서의 반응이다.

### CO 치환
CO 리간드의 치환은 열적으로 또는 광화학적으로 공여 리간드에 의해 유도될 수 있다. 리간드의 범위는 넓으며, 포스핀, 사이안화물(CN−), 질소 공여체, 심지어 에테르, 특히 킬레이트성 에테르도 포함된다. 알켄, 특히 다이엔은 합성적으로 유용한 유도체를 제공하는 효과적인 리간드이다. 18전자 착물의 치환은 일반적으로 16전자 중간체를 포함하는 해리성 메커니즘을 따른다.
치환은 해리성 메커니즘을 통해 진행된다.
M(CO)n → M(CO)n−1 + CO
M(CO)n−1 + L → M(CO)n−1L
니켈 테트라카보닐의 해리 에너지는 105 kJ/mol (25 kcal/mol)이고 크로뮴 헥사카보닐의 해리 에너지는 155 kJ/mol (37 kcal/mol)이다.
드문 17전자 착물의 치환은 19전자 중간체를 가진 협동성 메커니즘을 통해 진행된다.
M(CO)n + L → M(CO)nL
M(CO)nL → M(CO)n−1L + CO
18전자 착물의 치환 속도는 때때로 전자전달을 통해 소량의 산화제로 촉매된다.

### 환원
금속 카보닐은 금속 나트륨이나 나트륨 아말감과 같은 환원제와 반응하여 카보닐메탈레이트(또는 카보닐레이트) 음이온을 생성한다. 다핵 또는 전자가 불완전한 클러스터는 환원제를 첨가하여 단핵 음이온을 생성한다.
Mn2(CO)10 + 2 Na → 2 Na[Mn(CO)5]
반대로, 전자가 정확한 단핵 화합물은 CO를 잃고 클러스터를 형성할 수 있다.
Fe(CO)5 + 2 Na → Na2[Fe(CO)4] + CO
2 Cr(CO)6 + 2 Na → Na2Cr2(CO)10
수은은 일부 다핵 금속 카보닐의 금속-금속 결합에 삽입될 수 있다.
Co2(CO)8 + Hg → (CO)4Co−Hg−Co(CO)4

### CO에 대한 친핵성 공격
CO 리간드는 종종 친핵체의 공격에 민감하다. 예를 들어, 트라이메틸아민 산화물과 칼륨 비스(트라이메틸실릴)아미드는 CO 리간드를 각각 CO2와 CN−으로 전환시킨다. "히버 염기 반응"에서는 수산화 이온이 CO 리간드를 공격하여 메탈라카복실산을 생성하고, 이어서 이산화 탄소가 방출되고 금속 하이드라이드 또는 카보닐메탈레이트가 형성된다. 이 친핵성 첨가의 잘 연구된 예는 펜타카보닐 철이 하이드리도철 테트라카보닐 음이온으로 전환되는 것이다.
Fe(CO)5 + NaOH → Na[Fe(CO)4CO2H]
Na[Fe(CO)4COOH] + NaOH → Na[HFe(CO)4] + NaHCO3
하이드라이드 시약은 또한 CO 리간드, 특히 양이온성 금속 착물을 공격하여 포르밀 유도체를 생성한다.
[Re(CO)6]+ + H− → Re(CO)5CHO
유기리튬 시약은 금속 카보닐에 첨가되어 아실금속 카보닐 음이온을 형성한다. 메르바인 염과 같은 이들 음이온의 O-알킬화는 피셔 카벤을 제공한다.

### 친전자체와의 반응
낮은 형식 산화수에도 불구하고, 금속 카보닐은 많은 친전자체에 대해 상대적으로 비반응성이다. 예를 들어, 이들은 알킬화제, 약산, 약한 산화제의 공격에 저항한다. 대부분의 금속 카보닐은 할로젠화 반응을 겪는다. 예를 들어, 펜타카보닐 철은 철 카보닐 할로젠화물을 형성한다.
Fe(CO)5 + X2 → Fe(CO)4X2 + CO
금속-금속 결합은 할로젠에 의해 절단된다. 사용된 전자 계산 방식에 따라 이는 금속 원자의 산화로 간주될 수 있다.
Mn2(CO)10 + Cl2 → 2 Mn(CO)5Cl

## 화합물
대부분의 금속 카보닐 착물은 다양한 리간드를 포함한다. 역사적으로 중요한 IrCl(CO)(P(C6H5)3)2와 안티노크제 (CH3C5H4)Mn(CO)3이 그 예이다. 이러한 혼합 리간드 착물의 많은 모체 화합물은 이진 카보닐이며, [Mx(CO)n]z 공식의 종으로, 이들 중 다수는 상업적으로 이용 가능하다. 많은 금속 카보닐의 공식은 18 전자 규칙에서 추론할 수 있다.

### 이진, 중성
- 2족 원소인 칼슘, 스트론튬, 바륨은 모두 옥타카보닐 착물인 M(CO)8 (M = Ca, Sr, Ba)을 형성할 수 있다. 이 화합물들은 극저온 매트릭스에서 진동 분광법으로, 기상에서 질량 분석법으로 특성화되었다.[54]
- 4개의 원자가 전자를 가진 4족 원소는 헵타카보닐을 형성할 것으로 예상된다. 이들은 극히 드물지만 Ti(CO)7의 치환 유도체는 알려져 있다.
- 5개의 원자가 전자를 가진 5족 원소는 V2(CO)12와 같은 M–M 결합 종의 형성을 방해하는 입체 효과를 받으며, 이는 알려져 있지 않다. 그러나 17-VE V(CO)6은 잘 알려져 있다.
- 6개의 원자가 전자를 가진 6족 원소는 헥사카보닐 Cr(CO)6, Mo(CO)6, W(CO)6, Sg(CO)6을 형성한다. 6족 원소(및 7족)는 또한 유기금속 합성에서 시스 효과(시스 위치에서 CO의 불안정화)를 나타내는 것으로 잘 알려져 있다.
- 7개의 원자가 전자를 가진 7족 원소는 펜타카보닐 이합체 Mn2(CO)10, Tc2(CO)10, Re2(CO)10을 형성한다.
- 8개의 원자가 전자를 가진 8족 원소는 펜타카보닐 Fe(CO)5, Ru(CO)5, Os(CO)5를 형성한다. 더 무거운 두 원소는 불안정하여 탈카보닐화되어 Ru3(CO)12 및 Os3(CO)12를 생성하는 경향이 있다. 다른 두 주요 철 카보닐은 Fe3(CO)12와 Fe2(CO)9이다.
- 9개의 원자가 전자를 가진 9족 원소는 테트라카보닐 이합체 M2(CO)8을 형성할 것으로 예상된다. 실제로 코발트 유도체인 이 옥타카보닐만이 유일한 안정적인 구성원이지만, 세 가지 테트라머는 모두 잘 알려져 있다: Co4(CO)12, Rh4(CO)12, Rh6(CO)16, Ir4(CO)12. Co2(CO)8은 다른 18 VE 전이 금속 카보닐의 대부분과 달리 산소에 민감하다.
- 10개의 원자가 전자를 가진 10족 원소는 Ni(CO)4와 같은 테트라카보닐을 형성한다. 흥미롭게도 Pd(CO)4와 Pt(CO)4는 안정적이지 않다.

### 이진, 음이온
- 3족 원소인 스칸듐과 이트륨, 그리고 란타넘은 20전자 단일 음이온인 [Sc(CO)8]−, [Y(CO)8]−, [La(CO)8]−를 형성한다.[55]
- 4족 원소는 이음이온으로서 중성 6족 유도체와 유사하다: [Ti(CO)6]2−.[56]
- 5족 원소는 단일 음이온으로서 다시 중성 6족 유도체와 유사하다: [V(CO)6]−.
- 6족 원소는 (특히) 전이 금속에 대해 가장 낮은 알려진 산화 상태를 가진 음이온을 형성한다: Cr(CO)4−
3, Mo(CO)4−
3, W(CO)4−
3.[57]
- 7족 원소는 단일 음이온으로서 중성 8족 유도체와 유사하다: [Mn(CO)5]−, [Tc(CO)5]−, [Re(CO)5]−.
- 8족 원소는 이음이온으로서 중성 10족 유도체와 유사하다: [Fe(CO)4]2−, [Ru(CO)4]2−, [Os(CO)4]2−. 응축된 유도체도 알려져 있다.
- 9족 원소는 단일 음이온으로서 중성 10족 금속 카보닐과 유사하다. [Co(CO)4]−가 가장 잘 연구된 구성원이다.

니켈, 팔라듐, 백금의 큰 음이온성 클러스터도 잘 알려져 있다. 많은 금속 카보닐 음이온은 양성자화되어 금속 카보닐 하이드라이드를 생성할 수 있다.

### 이진, 양이온
- 2족 원소는 [M(CO)8]+ (M = Ca, Sr, Ba)을 형성하며, 이는 기상에서 질량 분석법과 진동 분광법으로 특성화되었다.[54]
- 3족 원소는 기상에서 [Sc(CO)7]+ 및 [Y(CO)8]+를 형성한다.[58]
- 7족 원소는 단일 양이온으로서 중성 6족 유도체 [M(CO)6]+ (M = Mn, Tc, Re)와 유사하다.
- 8족 원소는 이중 양이온으로서 또한 중성 6족 유도체 [M(CO)6]2+ (M = Fe, Ru, Os)와 유사하다.[59]

### 비고전적
비고전적은 νCO가 자유 일산화 탄소보다 높은 카보닐 착물을 의미한다. 비고전적 CO 착물에서는 C-O 거리가 자유 CO(113.7 pm)보다 짧다. dC-O = 112.9 pm인 [Fe(CO)6]2+의 구조가 이 효과를 보여준다. 이들 착물은 보통 양이온이며, 때로는 이중 양이온이기도 하다.

## 응용

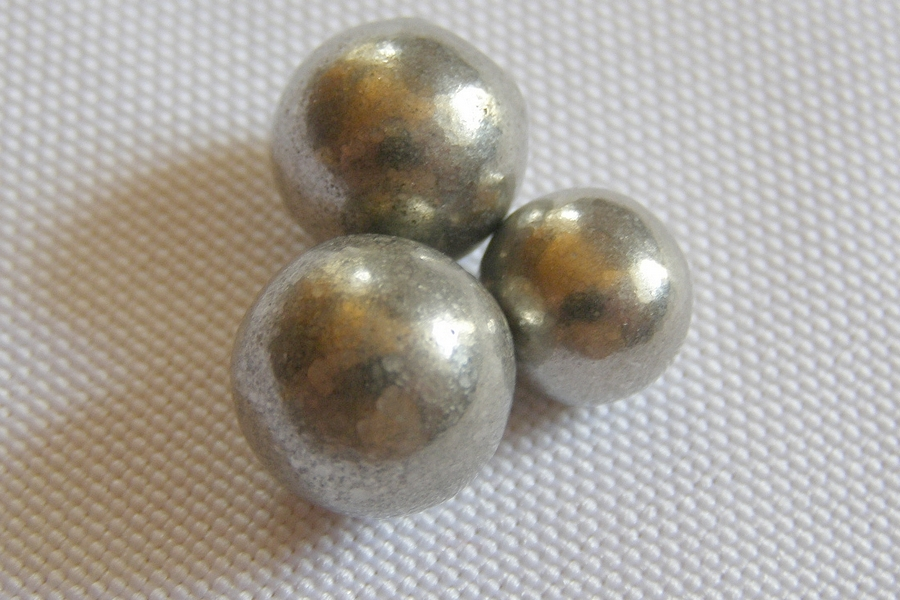
몬드 공정으로 제조된 니켈 구슬

### 야금학적 용도
금속 카보닐은 여러 산업 공정에서 사용된다. 아마도 가장 초기의 응용은 몬드 공정(카보닐 야금 참조)을 통한 니켈 테트라카보닐을 이용한 니켈 추출 및 정제였을 것이다.
유사한 공정으로 고순도 금속 분말인 카보닐 철은 펜타카보닐 철의 열분해로 제조된다. 카보닐 철은 특히 유도자, 안료의 제조, 식이 보충제로, 스텔스 기술에서 레이더 흡수 물질 생산에, 그리고 열 스프레이에 사용된다.

### 촉매작용
금속 카보닐은 여러 산업적으로 중요한 카보닐화 반응에 사용된다. 옥소 공정에서, 알켄, 수소 기체, 일산화 탄소는 촉매(다이코발트 옥타카보닐 등)와 함께 반응하여 알데하이드를 생성한다. 프로펜으로부터 뷰티르알데하이드를 생산하는 것이 그 예시이다.
CH3CH=CH2 + H2 + CO → CH3CH2CH2CHO
뷰티르알데하이드는 산업 규모로 알돌 축합을 거쳐 생성된 하이드록시알데하이드를 수소화하여 PVC 가소제의 전구체인 2-에틸헥산올로 전환된다. 하이드로포르밀화로 생성된 "옥소 알데하이드"는 세제의 전구체인 지방 알코올의 대규모 합성에 사용된다. 하이드로포르밀화는 위치선택성이 높을 경우 특히 원자 경제가 높은 반응이다.
금속 카보닐에 의해 촉매되는 또 다른 중요한 반응은 하이드로카복실화이다. 아래 예시는 아크릴산과 아크릴산 에스터의 합성에 대한 것이다.
또한 아세틸렌의 사이클로옥타테트라엔으로의 고리화에도 금속 카보닐 촉매가 사용된다.
몬산토 공정과 카티바 공정에서는 각각 아이오딘화 수소와 로듐, 이리듐 카보닐 촉매를 사용하여 메탄올, 일산화 탄소, 물로부터 아세트산을 생산한다. 관련 카보닐화 반응은 아세트산 무수물을 생성한다.

### CO 방출 분자(CO-RMs)
일산화 탄소 방출 분자는 CO를 방출하는 잠재적 약물로 개발되고 있는 금속 카보닐 착물이다. 저농도에서 CO는 혈관 확장 및 항염증 작용을 한다. CO-RM은 CO를 조직과 기관에 통제된 양으로 운반하고 전달하기 위한 약리학적 전략적 접근법으로 고안되었다.

## 관련 화합물
많은 리간드는 금속 카보닐과 유사한 균일 리간드 및 혼합 리간드 착물을 형성하는 것으로 알려져 있다.

### 나이트로실 착물
NO 리간드를 특징으로 하는 금속 나이트로실은 수없이 많다. 그러나 금속 카보닐과 달리 균일 리간드 금속 나이트로실은 드물다. NO는 CO보다 강한 π-수용체이다. 잘 알려진 나이트로실 카보닐로는 CoNO(CO)3와 Fe(NO)2(CO)2가 있으며, 이들은 Ni(CO)4의 유사체이다.

### 티오카보닐 착물
CS를 포함하는 착물은 알려져 있지만 흔하지 않다. 이러한 착물이 드문 부분적인 이유는 명백한 출발 물질인 일황화 탄소가 불안정하기 때문이다. 따라서 티오카보닐 착물의 합성은 테트라카보닐철산 이나트륨과 티오포스젠의 반응과 같은 간접적인 경로가 필요하다.
Na2Fe(CO)4 + CSCl2 → Fe(CO)4CS + 2 NaCl
CSe 및 CTe 착물도 특성화되었다.

### 아이소사이아나이드 착물
아이소사이아나이드도 금속 카보닐과 관련된 광범위한 착물 계열을 형성한다. 일반적인 아이소사이아나이드 리간드는 메틸 아이소사이아나이드 및 t-뷰틸 아이소사이아나이드(Me3CNC)이다. 특별한 경우는 CF3NC인데, 이는 불안정한 분자이지만 금속 카보닐과 유사하게 작용하는 안정적인 착물을 형성한다.

## 독성학
금속 카보닐의 독성은 일산화 탄소와 금속의 독성 때문이며, 착물의 휘발성과 불안정성 때문에 금속의 고유 독성은 노출 용이성으로 인해 일반적으로 훨씬 더 심각해진다. 노출은 흡입 또는 액체 금속 카보닐의 경우 섭취 또는 좋은 지방 용해도에 의한 피부 흡수를 통해 발생한다. 대부분의 임상 경험은 산업적 사용으로 인한 니켈 테트라카보닐과 펜타카보닐 철의 독성 중독에서 얻었다. 니켈 테트라카보닐은 가장 강력한 흡입 독성 물질 중 하나로 간주된다.
니켈 테트라카보닐 흡입은 일산화 탄소 중독과 유사한 구역질, 기침, 두통, 발열, 어지럼증과 같은 급성 비특이적 증상을 유발한다. 시간이 지나면 기침, 빠른맥, 청색증과 같은 심한 폐 증상이나 위창자길 문제가 발생한다. 폐의 병리학적 변화(예: 폐포의 금속화) 외에도 뇌, 간, 신장, 부신 및 비장에서 손상이 관찰된다. 금속 카보닐 중독은 종종 긴 회복 기간을 필요로 한다.
낮은 농도의 니켈 테트라카보닐에 만성적으로 흡입 노출되면 불면증, 두통, 어지럼증, 기억 상실과 같은 신경학적 증상이 나타날 수 있다. 니켈 테트라카보닐은 발암성 물질로 간주되지만, 노출 시작부터 암의 임상적 발현까지 20~30년이 걸릴 수 있다.

## 역사

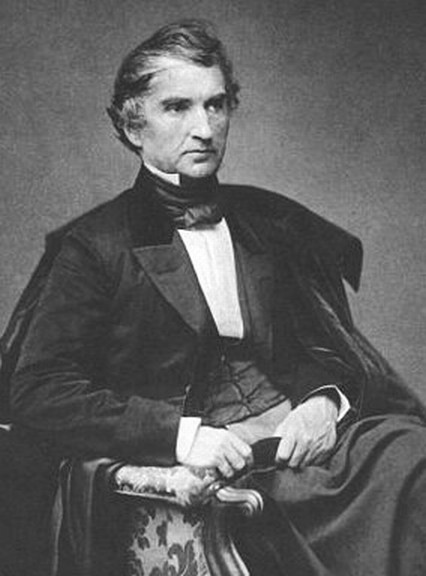
유스투스 폰 리비히 (1860년)

일산화 탄소와 금속의 반응에 대한 초기 실험은 1834년 유스투스 폰 리비히에 의해 수행되었다. 그는 녹은 칼륨 위로 일산화 탄소를 통과시켜 경험적 공식 KCO를 가진 물질을 만들었으며, 이를 Kohlenoxidkalium이라고 불렀다. 나중에 밝혀졌듯이, 이 화합물은 카보닐이 아니라 벤젠헥솔의 칼륨 염(K6C6O6)과 아세틸렌다이올의 칼륨 염(K2C2O2)이었다.

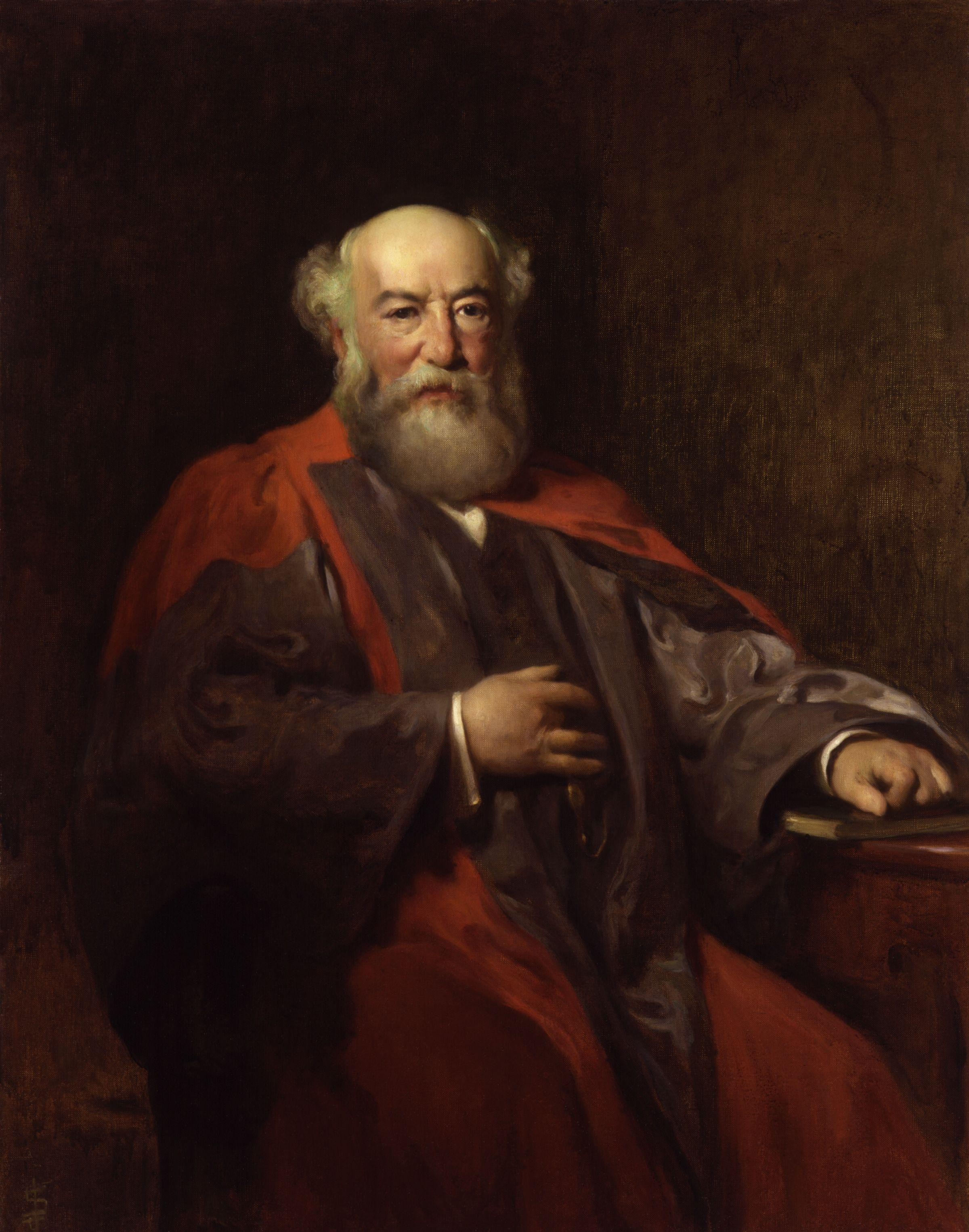
루트비히 몬트, 1909년경

최초의 진정한 이종 금속 카보닐 착물 합성은 1868년 파울 슈첸베르거(Paul Schützenberger)에 의해 백금 흑 위로 염소와 일산화 탄소를 통과시켜 이카보닐이염화백금(Pt(CO)2Cl2)이 형성될 때 수행되었다.
임페리얼 케미컬 인더스트리스의 설립자 중 한 명인 루트비히 몬트는 1890년대 칼 랑거(Carl Langer)와 프리드리히 퀸케(Friedrich Quincke)와 함께 솔베이 공정에서 손실된 염소를 니켈 금속, 산화물 및 염을 통해 회수하기 위한 다양한 공정을 연구했다. 그들의 실험의 일환으로 그 그룹은 니켈을 일산화 탄소로 처리했다. 그들은 생성된 가스가 버너의 가스 불꽃을 녹색-황색으로 물들인다는 것을 발견했다. 유리관에서 가열하면 니켈 거울이 형성되었다. 이 가스는 43 °C의 끓는점을 가진 무색 투명한 액체로 응축될 수 있었다. 그리하여 몬트와 그의 동료는 최초의 순수한 균일 리간드 금속 카보닐인 니켈 테트라카보닐(Ni(CO)4)을 발견했다. 금속 화합물 니켈 테트라카보닐의 이례적으로 높은 휘발성은 켈빈에게 몬드가 "무거운 금속에 날개를 달아주었다"는 발언을 하게 했다.
다음 해, 몬드와 마르셀린 베르텔로는 독립적으로 펜타카보닐 철을 발견했는데, 이는 니켈 테트라카보닐과 유사한 방식으로 생산된다. 몬드는 이 종류의 화합물의 경제적 잠재력을 인식하고 몬드 공정에서 상업적으로 사용했으며 관련 화합물에 대한 더 많은 연구에 자금을 지원했다. 하인리히 히르츠(Heinrich Hirtz)와 그의 동료 M. 달튼 코와프(M. Dalton Cowap)는 코발트, 몰리브데넘, 루테늄 및 다이철 나인카보닐의 금속 카보닐을 합성했다. 1906년 제임스 듀어와 H. O. 존스는 펜타카보닐 철에서 햇빛의 작용으로 생성되는 다이철 나인카보닐의 구조를 밝혀냈다. 1909년 몬드가 사망한 후 금속 카보닐 화학은 몇 년 동안 잊혀졌다. 바스프는 1924년 알빈 미타쉬가 개발한 공정으로 펜타카보닐 철의 산업 생산을 시작했다. 펜타카보닐 철은 고순도 철, 이른바 카보닐 철과 산화철 안료 생산에 사용되었다. 1927년이 되어서야 A. 욥(A. Job)과 A. 카살(A. Cassal)은 최초의 다른 균일 리간드 금속 카보닐인 크로뮴 헥사카보닐과 텅스텐 헥사카보닐을 성공적으로 합성했다.
발터 히버는 1928년 이후 금속 카보닐 화학의 발전에 결정적인 역할을 했다. 그는 체계적으로 연구하고, 다른 것들 중에서도, 히버 염기 반응, 금속 카보닐 하이드라이드로의 첫 번째 알려진 경로 및 다이레늄 데카카보닐과 같은 금속 카보닐로 이어지는 합성 경로를 발견했다. 1934년부터 뮌헨 공과대학교 무기화학 연구소 소장을 역임한 히버는 40년에 걸쳐 금속 카보닐 화학에 관한 249편의 논문을 발표했다.

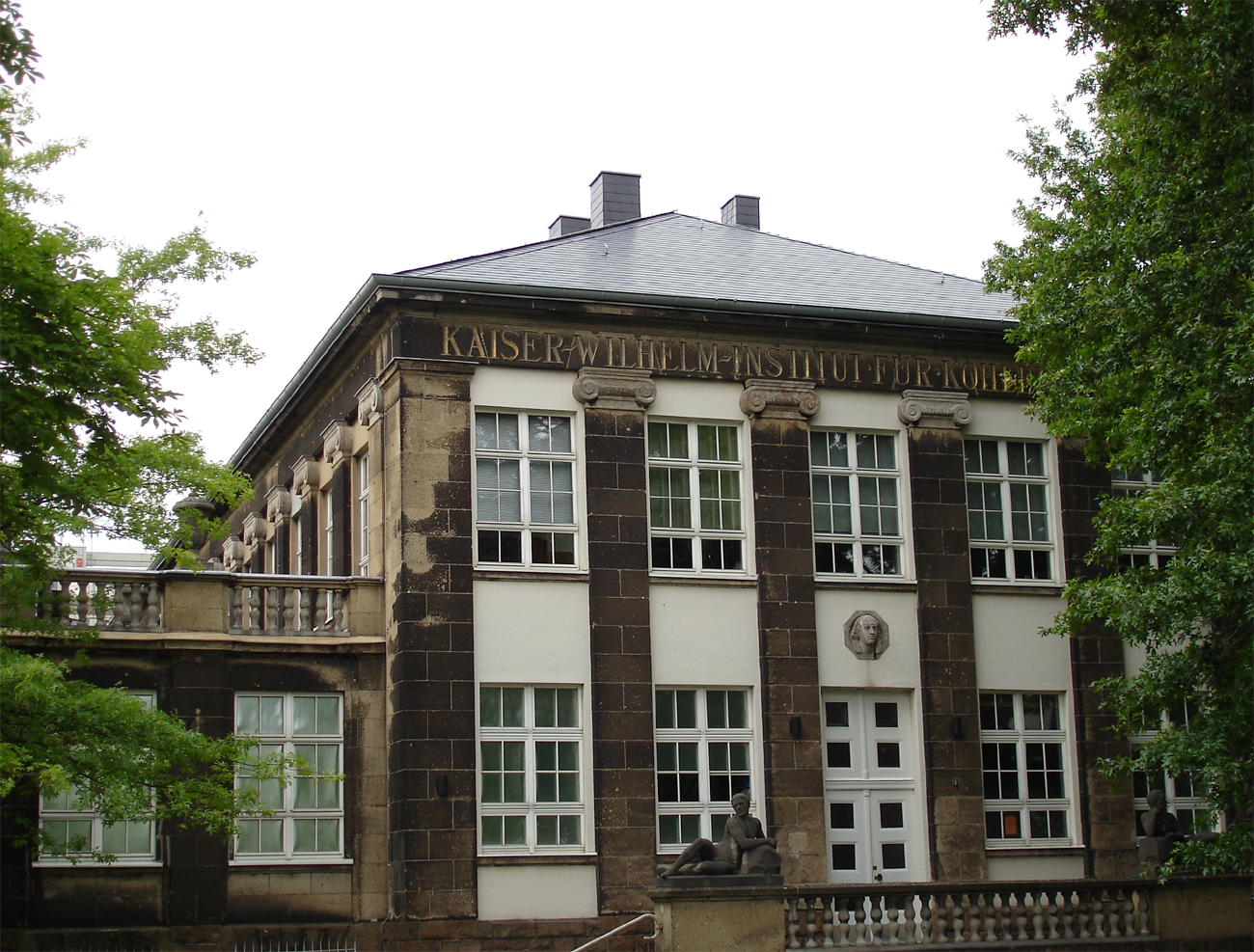
카이저 빌헬름 석탄 연구소(현 막스 플랑크 석탄 연구소)

또한 1930년대에 발터 레페(Walter Reppe)는 바스프의 산업 화학자이자 나중에 이사회 멤버가 되었으며, 하이드로카복실화와 같이 올레핀 또는 알카인이 일산화 탄소 및 물과 반응하여 불포화 산 및 그 유도체와 같은 제품을 형성하는 여러 균일 촉매 공정을 발견했다. 이러한 반응에서는 예를 들어 니켈 테트라카보닐 또는 코발트 카보닐이 촉매로 작용한다. 레페는 또한 아세틸렌 및 그 유도체의 벤젠 및 벤젠 유도체로의 고리 삼량화 및 사량화를 금속 카보닐을 촉매로 사용하여 발견했다. 바스프는 1960년대에 레페 공정을 통해 아크릴산 생산 시설을 건설했으며, 이는 1996년에 촉매 프로펜 산화를 기반으로 하는 더 현대적인 방법으로 대체되었다.

사면체 또는 팔면체 기하학을 가진 아이소로발 단편

새로운 착물의 합리적인 설계를 위해 아이소로발 유사성(isolobal analogy) 개념이 유용하다는 것이 밝혀졌다. 로알드 호프만은 이 개념 개발로 노벨 화학상을 수상했다. 이는 M(CO)n의 금속 카보닐 단편을 유기 화학의 사면체 CH3–, CH2– 또는 CH– 단편과 유사하게 팔면체 구성 요소의 일부로 설명한다. 예를 들어, 다이망가니즈 데카카보닐은 두 개의 d7 Mn(CO)5 단편의 아이소로발 유사성으로 형성되며, 이는 아이소로발적으로 메틸 라디칼 CH•
3과 유사하다. 메틸 라디칼이 결합하여 에테인을 형성하는 방식과 유사하게, 이들은 결합하여 다이망가니즈 데카카보닐을 형성할 수 있다. 아이소로발 유사 단편의 존재가 원하는 구조를 합성할 수 있다는 것을 의미하지는 않는다. 노벨상 강연에서 호프만은 아이소로발 유사성이 유용하지만 단순한 모델이며, 일부 경우에는 성공으로 이어지지 않는다고 강조했다.
레페 화학 및 하이드로포르밀화와 같은 금속 촉매 카보닐화의 경제적 이점은 해당 분야의 성장을 가져왔다. 금속 카보닐 화합물은 자연적으로 발생하는 세 가지 효소의 활성 부위에서 발견되었다.

## 같이 보기
- Metal carbonyl cluster
- 금속 이산화탄소 복합체
- Metal phosphine complex
- 알칼리 토금속 옥타카보닐 착물